# Bahnhof Trieste Centrale
Trieste Centrale (offiziell stazione ferroviaria di Trieste Centrale, abgekürzt Trieste C.le; einst Triest Südbahnhof) ist der Hauptbahnhof der norditalienischen Stadt Triest und einer der wichtigsten Bahnhöfe der autonomen Region Friaul-Julisch Venetien.

## Lage
Der Bahnhof befindet sich an der Piazza della Libertà am westlichen Ende des Stadtviertels Borgo Teresiano in unmittelbarer Nähe des alten Freihafens von Triest.
Der Kopfbahnhof verfügt über neun Bahnsteiggleise und wird jährlich von ca. sechs Millionen Passagieren genutzt.

## Geschichte
Das heutige Schienenverkehrsnetz der Stadt Triest, seinerzeit die größte und bedeutendste Hafenstadt der österreichischen Monarchie, basiert im Wesentlichen auf Bahnstrecken aus der altösterreichischen Verwaltung. Die österreichische Eisenbahngesellschaft k.k. Südliche Staatsbahn eröffnete den Hauptbahnhof der Stadt Triest am 27. Juli 1857 zusammen mit dem letzten Abschnitt von Adelsberg als Endbahnhof der Österreichischen Südbahn von Wien.
Der Hauptbahnhof der Stadt Triest wurde direkt am Alten Hafen auf aufgeschüttetem Land errichtet. Die Anbindung Triests an die neue Eisenbahn-Hauptachse führte zu einem weiteren wirtschaftlichen Aufschwung der Stadt und stärkte deren Position im Habsburgerreich. Mit der Privatisierung der Südlichen Staatsbahn ging der Bahnhof am 23. September 1858 in die Verwaltung der Südbahn-Gesellschaft über.
Das heutige Stationsgebäude wurde von dem deutsch-österreichischen Architekten und Baudirektor der Südbahn-Gesellschaft, Wilhelm von Flattich, geplant und am 19. Juni 1878 eingeweiht.
Am 2. Juli 1914 wurden die Särge des beim Attentat von Sarajevo umgekommenen österreichisch-ungarischen Thronfolgerpaares Erzherzog Franz Ferdinand und Sophie von Hohenberg über diesen Bahnhof per Südbahn nach Wien überführt, nachdem sie vorher an Bord der Viribus Unitis nach Triest gebracht worden waren.
Anlässlich des 100. Jahrestages des Beginns des Ersten Weltkrieges wurde am 28. Juli 2014 ein Gedenkstein für die an diesem Tag 100 Jahre zuvor zur Front abgerückten Soldaten errichtet.

## Galerie

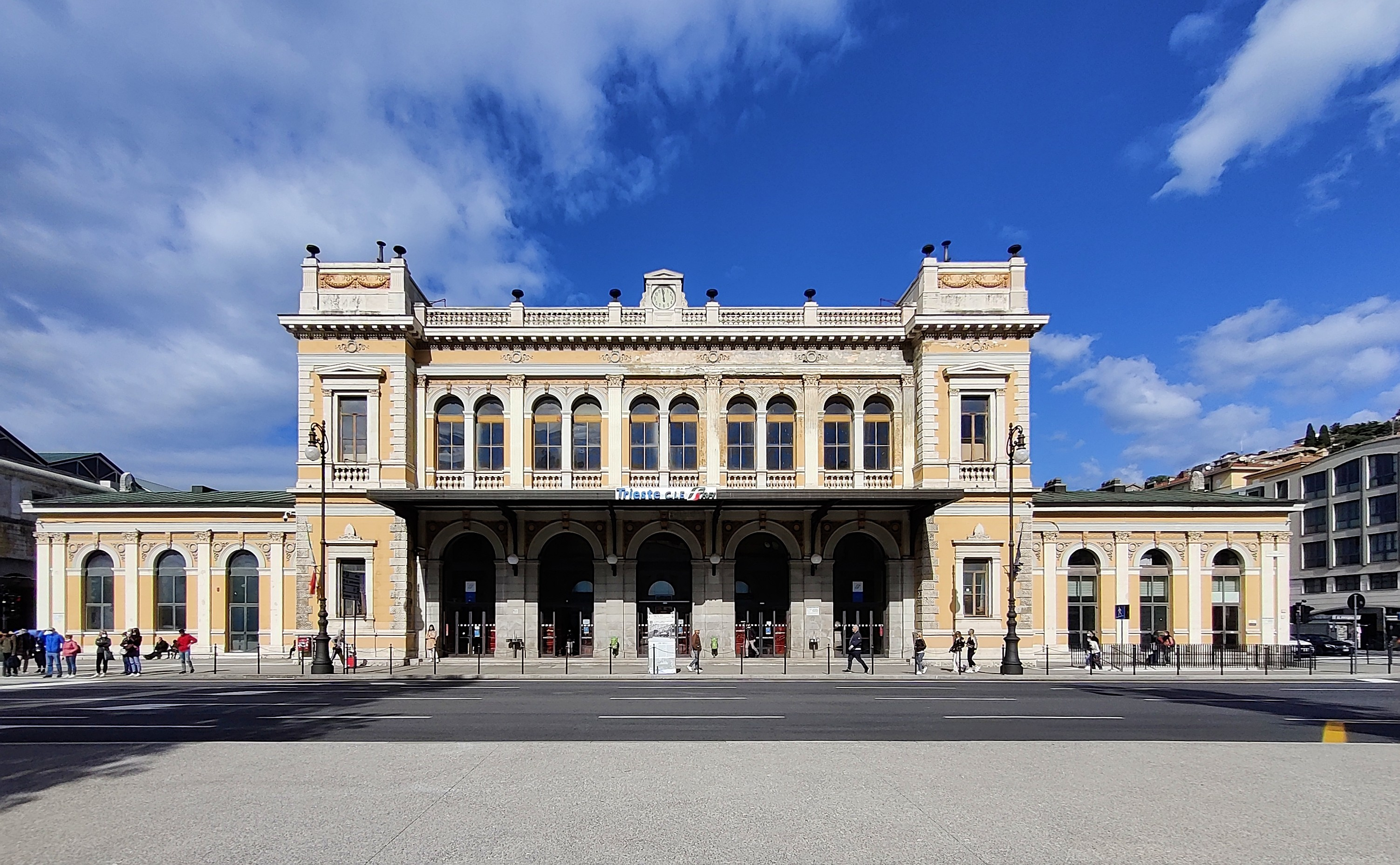
Stationsgebäude (2021)
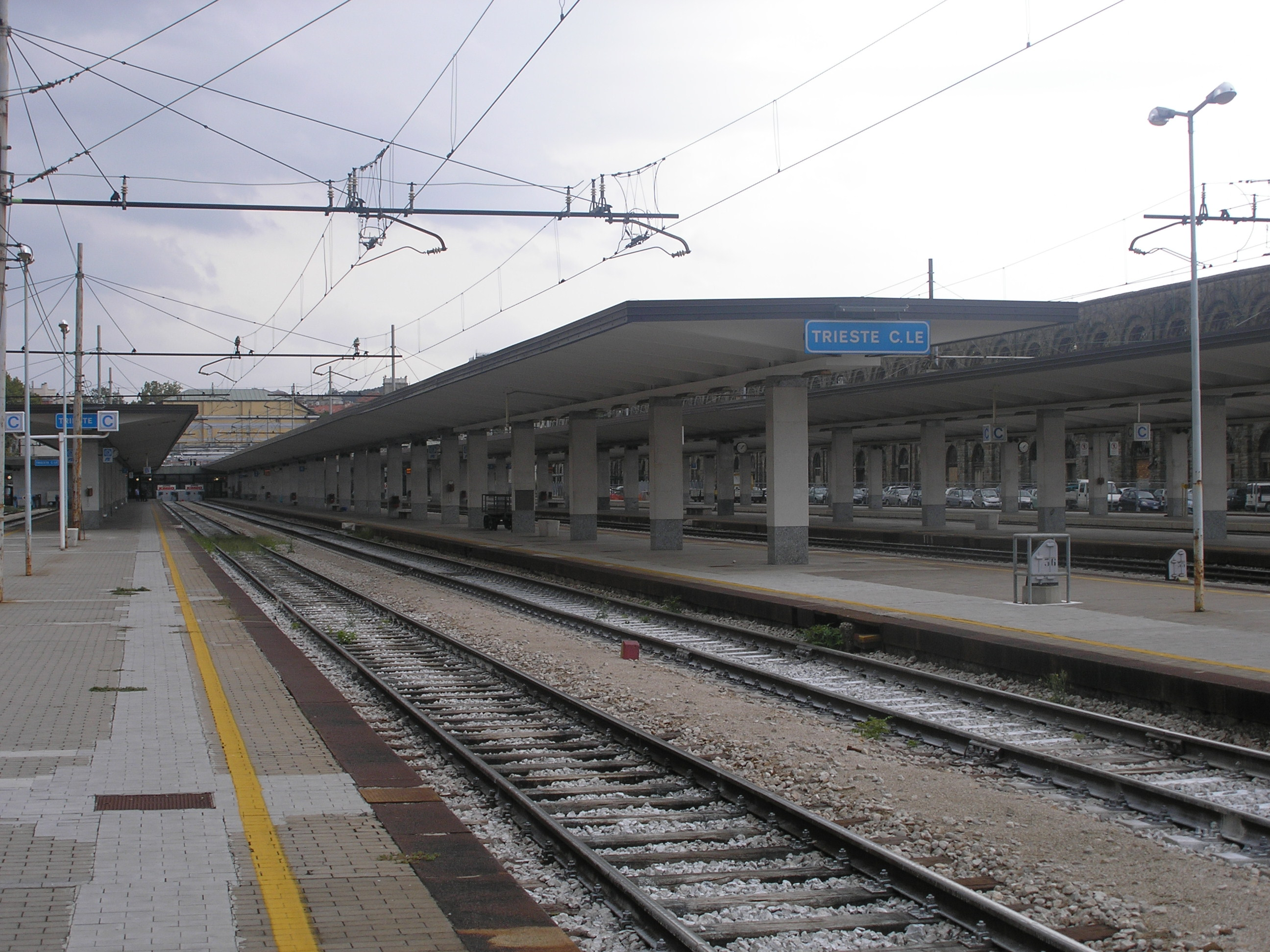
Gleise (2007)
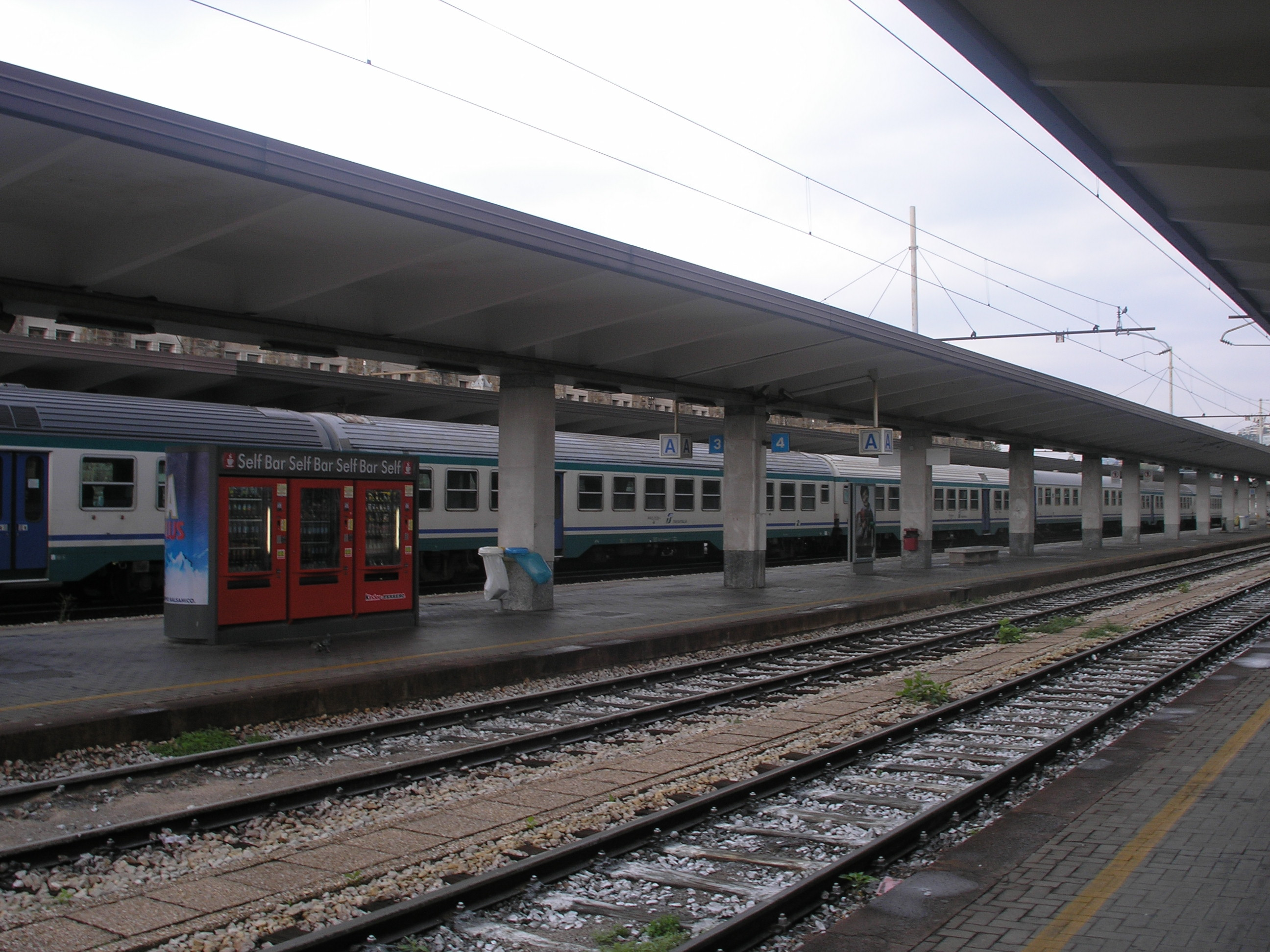
Bahnsteige (2007)